# Bowling for Columbine
Bowling for Columbine (original e em Portugal) ou Tiros em Columbine (no Brasil) é um filme documentário estadunidense realizado por Michael Moore. Ganhou um Oscar de melhor filme documentário e tem sido admirado e repudiado quase por igual. Estreou nos Estados Unidos em 11 de Outubro de 2002.

## Argumento e sinopse
Tomando o massacre do instituto Columbine como ponto de partida, o filme é uma exploração pessoal e artística da natureza da violência nos Estados Unidos que consiste em fragmentos da publicidade das armas de fogo, animações satíricas sobre a história dos Estados Unidos realizadas pelos mesmos autores da série de animação South Park e entrevistas de Moore a várias pessoas, entre elas Charlton Heston e Marilyn Manson. Moore busca, com seu estilo pessoal, saber por que aconteceu o massacre de Columbine, e por que os Estados Unidos tem uma taxa de crimes violentos muito mais alta (em que só estão implicadas as armas de fogo) que outros países democráticos como Alemanha, França, Japão, Reino Unido e especialmente o Canadá.
Moore sustenta que a maior taxa de homicídios relacionados com armas de fogo nos Estados Unidos não se deve a um maior número de armas de fogo no dito país, já que, como Moore afirma, Canadá também tem uma grande quantidade de armas de fogo e no entanto sua sociedade é muito menos violenta. Então Moore se pergunta: se não se trata do número de armas de fogo na sociedade estadunidense, qual pode ser a causa? Com isto, analisa outras possíveis razões, como o passado violento da nação quando subjugou aos índios norteamericanos, porém desmente que seja esse o motivo, já que outros países com um passado tingido de sangue, como Alemanha ou Japão, têm uma taxa de homicídios per capita inferior ao dos Estados Unidos. Também especula a militarização dos Estados Unidos, e toma uma visão pessoal das formas em que a sociedade estadunidense desfruta de uma segurança social muito reduzida em comparação com outros países. Também se fixa na relação do racismo nos Estados Unidos com o temor pela sua própria população negra e se isto contribui a uma maior proliferação de armas na população civil (branca) e uma maior violência.

## A crítica ao governo
Tiros em Columbine vem através de um acervo de notícias recentes, demonstrar como a cultura americana de "a melhor defesa é o ataque", age sobre os cidadãos americanos, provocando uma insegurança nacional que faz com que o medo seja um sentimento crônico entre os americanos e consequentemente faça-os buscar uma falsa segurança "armamentista" e violenta. Assim as indústrias de armas ganham mais e consequentemente o governo lucra bem mais nos impostos.

## Críticas ao filme

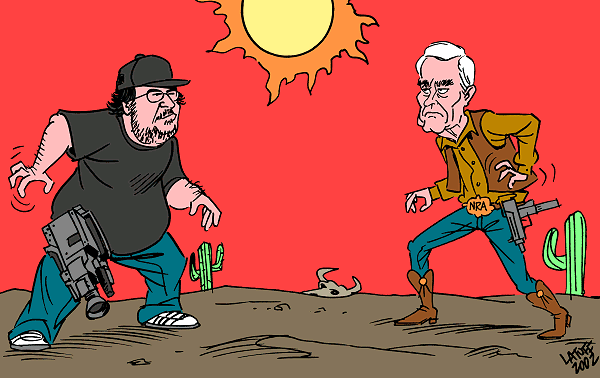
Charge de 2002 de Carlos Latuff com Michael Moore e Charlton Heston

Muitas críticas, tanto dentro quanto fora dos Estados Unidos, foram feitas ao filme. Uma das principais foi a edição das cenas, o que fez com que o documentário não retratasse os fatos como eles realmente ocorreram. O principal exemplo disso foi uma das primeiras cenas, em que Michael Moore abre uma conta em um banco e, segundo o filme, sai com um rifle em punho. A arma, na verdade, era entregue de uma forma bem diferente. Ao abrir uma conta no banco, a pessoa ganhava um cupom, que poderia ser trocado por uma arma após seguir as regras estaduais normais para aquisição de uma arma. Porém, apesar do controle existente, a intenção de Moore no documentário era apenas mostrar a facilidade com a qual os cidadãos norte-americanos têm em comprar armas de fogo de alto calibre.

## Prêmios
- Oscar de melhor documentário de longa-metragem (em 2003).
- Prêmio do 55º aniversário do Festival de Cinema de Cannes.
- Prêmio César da Academia de Cinematografia Francesa de melhor filme estrangeiro em 2003.